# 1970 en Norvège
Chronologie de la Norvège
- 1966
- 1967
- 1968
- 1969
- 1970
- 1971
- 1972
- 1973
- 1974

Cet article présente les faits marquants de l'année 1970 en Norvège ou relatifs à la Norvège.

## Gouvernance
- Olav V est roi de Norvège.
- Per Borten est le chef du gouvernement.

## Événements
- L'Inconnue d'Isdal[1] (en norvégien : Isdalskvinnen), est une affaire policière norvégienne non élucidée concernant le cadavre d'une jeune femme non identifiée, retrouvée morte en 1970 dans la vallée de l'Isdalen près de Bergen en Norvège.
- 24 avril : discours de Willy Brandt au Storting sur le premier élargissement des Communautés européennes[2].

## Sport
- La saison 1970 du Championnat de Norvège de football était la 8e édition de la première division norvégienne à poule unique, la Tippeligaen. Les 10 clubs jouent les uns contre les autres lors de rencontres disputées en matchs aller et retour. C'est le Strømsgodset IF qui termine en tête du championnat. C'est le premier titre de champion de Norvège de son histoire. Le club réalise même le doublé Coupe-championnat en conservant la Coupe de Norvège 1970.

## Culture
- One Day in the Life of Ivan Denisovich est un film britannico-norvégien, sorti en 1970. Le film est une adaptation du roman Une journée d'Ivan Denissovitch d'Alexandre Soljenitsyne.

## Naissances
- Naissance en Norvège en 1970

## Décès
- Décès en Norvège en 1970